# Ingrid Neel
Ingrid Neel (Oyster Bay, Estado de Nueva York; 16 de junio de 1998) es una jugadora de tenis nacida en Estados Unidos pero representa a  Estonia.
Neel tres títulos WTA en dobles, dos títulos ITF en individual y diez ITF en dobles. El 8 de junio de 2015, alcanzó el puesto más alto de su carrera en el puesto número 501 del mundo. El 2 de octubre de 2023, alcanzó el puesto 39 en el ranking de dobles de la WTA.
Neel recibió un comodín en el torneo de dobles femenino del US Open 2015 junto a Tornado Alicia Black.

## Títulos WTA (4; 0+4)

### Dobles (4)
| Leyenda              |
| Grand Slam (0)       |
| Juegos Olímpicos (0) |
| WTA Finals (0)       |
| WTA 1000 (0)         |
| WTA 500 (1)          |
| WTA 250 (3)          |

| N.º | Fecha                | Torneo           | Superficie    | Pareja           | Oponentes en la final                 | Resultado           |
| --- | -------------------- | ---------------- | ------------- | ---------------- | ------------------------------------- | ------------------- |
| 1.  | 10 de abril de 2021  | Bogotá           | Tierra batida | Elixane Lechemia | Mihaela Buzărnescu Anna-Lena Friedsam | 6-3, 6-4            |
| 2.  | 18 de junio de 2023  | Nottingham       | Hierba        | Ulrike Eikkeri   | Harriet Dart Heather Watson           | 7-6(6), 5-7, [10-8] |
| 3.  | 1 de octubre de 2023 | Tokio            | Dura          | Ulrike Eikkeri   | Eri Hozumi Makoto Ninomiya            | 3-6, 7-5, [10-5]    |
| 4.  | 16 de junio de 2024  | 's-Hertogenbosch | Césped        | Bibiane Schoofs  | Tereza Mihalíková Olivia Nicholls     | 7-6(3), 6-3         |

| N.º | Fecha               | Torneo    | Superficie        | Pareja         | Oponentes en la final               | Resultado        |
| --- | ------------------- | --------- | ----------------- | -------------- | ----------------------------------- | ---------------- |
| 1.  | 21 de abril de 2024 | Stuttgart | Tierra batida (i) | Ulrikke Eikeri | Chan Hao-ching Veronika Kudermetova | 6-4, 3-6, [2-10] |

## Títulos WTA 125s

### Dobles (3–0)
| Resultado | Fecha                | Torneos   | Superficie    | Pareja         | Oponentes                       | Resultado        |
| --------- | -------------------- | --------- | ------------- | -------------- | ------------------------------- | ---------------- |
| Campeona  | 21 de mayo de 2023   | Florencia | Tierra batida | Vivian Heisen  | Asia Muhammad Giuliana Olmos    | 1-6, 6-2, [10-8] |
| Campeona  | 11 de junio de 2023  | Makarska  | Tierra batida | Wu Fang-hsien  | Anna Sisková Renata Voráčová    | 6-3, 7-5         |
| Campeona  | 26 de agosto de 2023 | Chicago   | Dura          | Ulrikke Eikeri | Cristina Bucșa Alexandra Panova | w/o              |